# Вітошин-Гурни
Вітошин-Гурни (пол. Witoszyn Górny) — село в Польщі, у гміні Вимярки Жаганського повіту Любуського воєводства.